# Brick (film)
Brick è un film del 2025 diretto da Philip Koch.

## Trama
Tim ed Olivia devono unire le forze per cercare di salvarsi dopo che un muro misterioso circonda il loro condominio.

## Distribuzione
Il film è stato distribuito in streaming sulla piattaforma Netflix il 10 luglio 2025.